# Aristides (häst)
Aristides, född 1872, död 21 juni 1893, var ett engelskt fullblod som vann den första upplagan av Kentucky Derby 1875. År 1875 kördes Kentucky Derby över distansen 1,5 miles, innan det ändrades till 1 1/4 mile år 1896. Aristides hade också en släkting som deltog i den första upplagan av Kentucky Derbyt 1875.

## Karriär
Aristides sprang in 18 352 dollar på 21 starter, varav 9 segrar, 5 andraplatser och en tredjeplats. Han tog karriärens största segrar i Kentucky Derby (1875). Han segrade även i Jerome Handicap, Withers Stakes, Breckinridge, och ett matchrace mot Ten Broeck. Bland andra meriter räknas andraplatserna i Belmont Stakes, Thespian Stakes och Ocean Hotel Stakes, samt tredjeplatsen i Travers Stakes.

### Historia
Aristides namngavs efter sin uppfödares goda vän och kollega, Aristides Welch, som ägde Erdenheim Stud och hade importerat fadern Leamington till USA. Som treåring var han en av femton hästar som deltog i den första upplagan av Kentucky Derby, varav två av dem var ston.

### Kentucky Derby
Dagen då löpet reds hade banan bra underlag, vädret var fint och 10 000 personer var på plats. Aristides var en av två hästar som Price McGrath anmälde. Den andra var stallkamraten Chesapeake. Båda hästarna reds i McGraths gröna och orangea tävlingsfärger. Han tränades av den framtida Hall of Fame-invalde Ansel Williamson, en afroamerikan, och reds av Oliver Lewis, som också han var afroamerikan.
McGrath förväntade sig att den mindre speediga Aristides skulle vara snabb ut och ta ledningen. Han skulle där sätta upp tempot så att stallkamraten Chesapeake, som ansågs vara den bättre av de två, kunde då de andra hästarna tröttnat, springa om bakifrån för att vinna.

#### Löpet
Precis som McGrath hade planerat tog Aristides ledningen, men blev snabbt omsprungen av McCreery. Aristides tog därefter tillbaka ledningen, följd av McCreery, Ten Broeck, Volcano och Verdigris. Chesapeake var under tiden nästan sist i löpet. Aristides fortsatte sedan att öka sin ledning tills det praktiskt taget inte fanns någon chans att Chesapeake kunde komma ikapp. Aristides jockey, Oliver Lewis, som visste att han inte var tänkt att vinna, såg ägaren McGrath, som vinkade vidare honom för att gå mot seger. Både Volcano och Verdigris utmanade Aristides på upploppet, men Aristides segrade med en längd. Stallkamraten Chesapeake slutade åtta.

### Resten av tävlingskarriären
Aristides, som igen reds av Oliver Lewis, kom på andra plats i Belmont Stakes, loppet som idag är det tredje Triple Crown-löpet i amerikansk galoppsport. Han segrade även i Jerome Handicap, Withers Stakes, Breckinridge, och ett matchrace mot Ten Broeck. Han kom även på andraplats i Thespian Stakes och Ocean Hotel Stakes, samt på tredjeplats i Travers Stakes.
Den 10 maj 1876 satte Aristides rekordtid över två och en halv mile på 3:14 i Lexington, Kentucky. Konkurrenten Ten Broeck slutade tvåa i detta löp för fyraåringar.
Aristides avled den 21 juni 1893. Till hans ära rids sedan 1988 löpet Aristides Stakes på Churchill Downs. En bronsstaty av Aristides i naturlig storlek av Carl Regutti står på banan som ett minnesmärke.

## Pedigree
| Efter Leamington 1853 | Faugh-a-Ballagh 1841 | Sir Hercules    | Whalebone     |
| Efter Leamington 1853 | Faugh-a-Ballagh 1841 | Sir Hercules    | Peri          |
| Efter Leamington 1853 | Faugh-a-Ballagh 1841 | Guiccioli       | Bob Booty     |
| Efter Leamington 1853 | Faugh-a-Ballagh 1841 | Guiccioli       | Flight        |
| Efter Leamington 1853 | Pantaloon Mare 1841  | Pantaloon       | Castrel       |
| Efter Leamington 1853 | Pantaloon Mare 1841  | Pantaloon       | Idalia        |
| Efter Leamington 1853 | Pantaloon Mare 1841  | Daphne          | Laurel        |
| Efter Leamington 1853 | Pantaloon Mare 1841  | Daphne          | Maid Of Honor |
| Undan Sarong 1867     | Lexington 1850       | Boston          | Timoleon      |
| Undan Sarong 1867     | Lexington 1850       | Boston          | Florizel Mare |
| Undan Sarong 1867     | Lexington 1850       | Alice Carneal   | Sarpedon      |
| Undan Sarong 1867     | Lexington 1850       | Alice Carneal   | Rowena        |
| Undan Sarong 1867     | Greek Slave 1855     | Glencoe         | Sultan        |
| Undan Sarong 1867     | Greek Slave 1855     | Glencoe         | Trampoline    |
| Undan Sarong 1867     | Greek Slave 1855     | Margaret Hunter | Margrave      |
| Undan Sarong 1867     | Greek Slave 1855     | Margaret Hunter | Mary Hunt     |